# Tyrrell Hatton
Tyrrell Hatton, né le 14 octobre 1991 à High Wycombe en Angleterre, est un golfeur anglais.

## Biographie
Tyrrell Hatton obtient sa qualification au sein de la sélection européenne pour la Ryder Cup 2018 grâce aux points obtenus sur le circuit européen.

## Palmarès

### Amateurs
Néant.

### Professionnels (11)

#### Circuit PGA (1)
| N° | Date        | Tournoi                    | Score                | Écart de victoire | Adversaire(s) |
| -- | ----------- | -------------------------- | -------------------- | ----------------- | ------------- |
| 1  | 8 mars 2020 | Arnold Palmer Invitational | −4 (68-69-73-74=284) | 1 coup            | Marc Leishman |

#### Circuit européen (7)
| Légende                                  |
| BMW PGA Championship (1)                 |
| Rolex Series (4)                         |
| Autres victoires sur l'European Tour (2) |

| N° | Date             | Tournoi                               | Score                 | Écart de victoire | Adversaire(s)                                                              |
| -- | ---------------- | ------------------------------------- | --------------------- | ----------------- | -------------------------------------------------------------------------- |
| 1  | 9 octobre 2016   | Alfred Dunhill Links Championship     | −23 (67-70-62-66=265) | 4 coups           | Ross Fisher Richard Sterne                                                 |
| 2  | 8 octobre 2017   | Alfred Dunhill Links Championship (2) | −24 (68-65-65-66=264) | 3 coups           | Ross Fisher                                                                |
| 3  | 15 octobre 2017  | Open d'Italie                         | −21 (69-64-65-65=263) | 1 coup            | Kiradech Aphibarnrat Ross Fisher                                           |
| 4  | 10 novembre 2019 | Turkish Airlines Open                 | −20 (68-68-65-67=268) | Playoffs          | Benjamin Hébert Kurt Kitayama Victor Perez Matthias Schwab Erik van Rooyen |
| 5  | 11 octobre 2020  | BMW PGA Championship                  | −19 (66-67-69-67=269) | 4 coups           | Victor Perez                                                               |
| 6  | 24 janvier 2021  | Abu Dhabi Golf Championship           | −18 (65-68-71-66=270) | 4 coups           | Jason Scrivener                                                            |
| 7  | 6 octobre 2024   | Alfred Dunhill Links Championship (3) | −24 (65-68-61-70=264) | 1 coup            | Nicolas Colsaerts                                                          |

Note : Le tournoi BMW PGA Championship appartient également à la catégorie "Rolex Series".
Playoffs sur l'European Tour (1–0)
| N° | Année | Tournoi               | Adversaire(s)                                                              | Résultat |
| -- | ----- | --------------------- | -------------------------------------------------------------------------- | --- |
| 1  | 2019  | Turkish Airlines Open | Benjamin Hébert Kurt Kitayama Victor Perez Matthias Schwab Erik van Rooyen | Gagne avec un par sur le 4e trou supplémentaire. Kitayama est éliminé avec un birdie sur le 3e trou. Hébert, Perez et van Rooyen sont éliminés avec un birdie sur le 1er trou. |

#### Circuit PGA EuroPro Tour (1)
| N° | Date        | Tournoi                  | Score              | Écart de victoire | Adversaire(s)                   |
| -- | ----------- | ------------------------ | ------------------ | ----------------- | ------------------------------- |
| 1  | 25 mai 2012 | Your Golf Travel Classic | −12 (67-64-67=198) | 3 coups           | Martin LeMesurier Stuart Manley |

#### Autres victoires (2)
Jamega Pro Golf Tour (2)
- 2011 : Woodcote Park.
- 2012 : Caversham Heath.

## Résultats sur les Tournois Majeurs
Les résultats n'apparaissent pas dans l'ordre chronologique.
| Tournoi               | 2010 | 2011 | 2012 | 2013 | 2014 | 2015 | 2016 | 2017 | 2018 |
| --------------------- | ---- | ---- | ---- | ---- | ---- | ---- | ---- | ---- | ---- |
| Masters               |      |      |      |      |      |      |      | CUT  | T44  |
| US Open               |      |      |      |      |      |      |      | CUT  | T6   |
| Open britannique      | CUT  |      |      | CUT  | CUT  | CUT  | T5   | CUT  | T51  |
| Championnat de la PGA |      |      |      |      |      | T25  | T10  | CUT  | T10  |

| Tournoi               | 2019 | 2020 |
| --------------------- | ---- | ---- |
| Masters               | T56  | CUT  |
| Championnat de la PGA | T48  | CUT  |
| US Open               | T21  | CUT  |
| Open britannique      | T6   | N/A  |

CUT = A manqué le "cut"

T = Place partagée

N/A = Tournoi annulé en raison de la pandémie de Covid-19

### Résumé des performances
| Tournoi               | 1er | 2e | 3e | Top 5 | Top 10 | Top 25 | Joués | "Cuts" réussis |
| --------------------- | --- | -- | -- | ----- | ------ | ------ | ----- | -------------- |
| Championnat de la PGA | 0   | 0  | 0  | 0     | 2      | 3      | 6     | 4              |
| Masters               | 0   | 0  | 0  | 0     | 0      | 0      | 4     | 2              |
| Open britannique      | 0   | 0  | 0  | 1     | 2      | 2      | 8     | 3              |
| US Open               | 0   | 0  | 0  | 0     | 1      | 2      | 4     | 2              |
| Totaux                | 0   | 0  | 0  | 1     | 5      | 7      | 22    | 11             |

- Record de "cuts" consécutifs réussis : 8 (Masters 2018 – Open britannique 2019).
- Plus longue série de "Tops 10" d'affilée : 2 (Open britannique 2016 – Chpt. PGA 2016).

## Résultats auPlayers Championship
| Tournoi                  | 2017 | 2018 | 2019 | 2020 |
| ------------------------ | ---- | ---- | ---- | ---- |
| The Players Championship | T41  | CUT  | CUT  | N/A  |

CUT = A manqué le "cut"

T = Place partagée

N/A = Tournoi annulé en raison de la pandémie de Covid-19

## Résultats auxWorld Golf Championships
| Tournoi              | 2015 | 2016 | 2017 | 2018 | 2019 | 2020  |
| -------------------- | ---- | ---- | ---- | ---- | ---- | ----- |
| Championship         |      |      | 10   | T3   | T19  | T6    |
| Match-Play           |      |      | T17  | R16  | R16  | N/A 1 |
| St-Jude Invitational |      |      | T36  | T28  | T43  | T69   |
| Champions            | T54  | T23  | T11  | T22  | T14  | N/A 1 |

1 Annulé en raison de la pandémie de Covid-19

QF, R16, R32, R64 = Tour lors duquel le joueur a perdu au "Match-Play"

N/A = Pas de tournoi

T = Place partagée

## Par équipes
| Aucune apparition. | \| Année \| Tournoi \| Pays représenté(s) \| Vainqueur ? \| \| ----- \| ----------------------- \| ------------------ \| ----------- \| \| 2018 \| Coupe du monde - Hommes \| Angleterre \| Non \| \| 2018 \| EurAsia Cup (détails) \| Europe \| Oui \| \| 2018 \| Ryder Cup (détails) \| Europe \| Oui \| |                    |             |
| Année              | Tournoi | Pays représenté(s) | Vainqueur ? |
| 2018               | Coupe du monde - Hommes | Angleterre         | Non         |
| 2018               | EurAsia Cup (détails) | Europe             | Oui         |
| 2018               | Ryder Cup (détails) | Europe             | Oui         |